# منلسهایم
منلسهایم (به فرانسوی: Maennolsheim) یک کمون در فرانسه با جمعیت ۱۷۷ نفر است که در Canton of Saverne واقع شده‌است.